# Nonciature apostolique en Serbie
La nonciature apostolique en Serbie constitue la représentation officielle du Saint-Siège à Belgrade, où réside le nonce apostolique.

## Histoire
En 2006, la séparation de la Serbie et du Monténégro en deux États distincts entraîne la création de la nonciature apostolique en Serbie et de la nonciature apostolique au Monténégro (en), la première basée à Belgrade et la seconde en Bosnie-Herzégovine.

## Nonces apostoliques à Belgrade

### Auprès de laYougoslavie
- Eugenio Sbarbaro (2000-2003), également archevêque titulaire de Tiddi (de)

### Auprès de laSerbie-et-Monténégro
- Eugenio Sbarbaro (2003-2006), également archevêque titulaire de Tiddi (de)

### Auprès de la Serbie
- Eugenio Sbarbaro (2006-2009), également archevêque titulaire de Tiddi (de)
- Orlando Antonini (2009-2015), également archevêque titulaire de Formiae (de)
- Luciano Suriani (2015-2022), également archevêque titulaire d'Amiternum (de)
- Santo Gangemi (2022-en cours)[1], également archevêque titulaire d'Umbriatico (de)